# 2012年アメリカグランプリ
2012年アメリカグランプリは、2012年のF1世界選手権第19戦として、2012年11月18日にサーキット・オブ・ジ・アメリカズで開催された。正式名称は2012 FORMULA 1 UNITED STATES GRAND PRIX。

## 概要

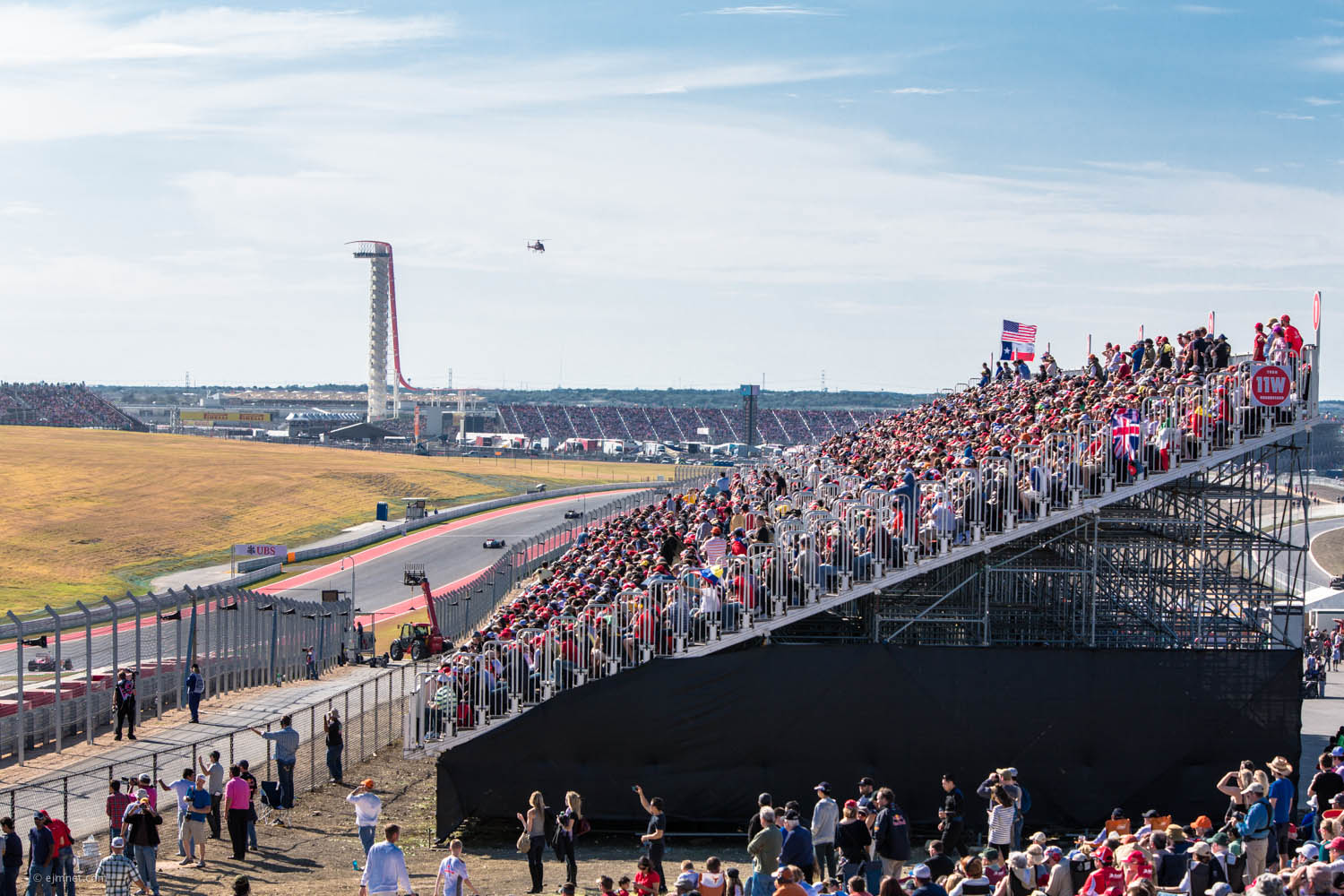
ターン11付近の観客スタンド

2007年以来5年ぶりに復活したアメリカGPは、権威あるインディアナポリスのオーバル複合トラックからオースティンの新設ロードコースへ舞台を移して開催された。
サーキット建設工事の一時中断という困難があったものの、無事にオープニングイベントを迎えることになり、3日間に25万人以上の観客動員を記録した。コース設計や会場の雰囲気についても、F1関係者から高く評価された。

## 予選
完成したてのコースはアスファルトに油が浮いており、路面が非常に滑りやすい状態だった。予想よりも気温が低いことや、ピレリが硬めのタイヤを持ち込んだこともあり、金曜フリー走行からスピン、コースアウトするマシンが目立った。
セバスチャン・ベッテルはフリー走行1回目で2位ルイス・ハミルトンよりも1.5秒も速いトップタイムを記録。その後も2回のフリー走行と予選Q1〜Q3の全セッションでトップタイムを記録し、F1通算100戦目にして36回目のポールポジションを獲得した。ハミルトンはベッテルに0.1秒まで肉薄し、レッドブルのフロントロー独占を阻止した。
10ポイント差でベッテルを追うフェルナンド・アロンソは、チームメイトのフェリペ・マッサより下の9位。仮にベッテルが優勝しアロンソが4位以下に終わると、その時点でベッテルのチャンピオンが決定する。
予選後、4番手タイムのロマン・グロージャンがギアボックス交換により5グリッド降格ペナルティーを受け、アロンソは8番グリッドに繰り上がった。ホームストレート上では走行ラインと重なる奇数列グリッド（アウト側）の方がグリップが良く、偶数列グリッド（イン側）スタートの者には不利が予想された。フェラーリチームは決勝日の朝になってマッサ車のギアボックスに貼られたFIAの封印シールを破り、意図的に5グリッド降格ペナルティーを受けることで、アロンソを奇数列の7番グリッドに押し上げた。レギュレーション違反ではないことをFIAに確認した上での戦略だったが、チームのために犠牲を強いるかのような行為は物議を醸した

### 予選結果
| 順位                                  | No. | ドライバー                 | チーム                        | Q1       | Q2       | Q3       | グリッド |
| ------------------------------------- | --- | -------------------------- | ----------------------------- | -------- | -------- | -------- | -------- |
| 1                                     | 1   | セバスチャン・ベッテル     | レッドブル-ルノー             | 1:36.558 | 1:35.796 | 1:35.657 | 1        |
| 2                                     | 4   | ルイス・ハミルトン         | マクラーレン-メルセデス       | 1:37.058 | 1:36.795 | 1:35.766 | 2        |
| 3                                     | 2   | マーク・ウェバー           | レッドブル-ルノー             | 1:37.215 | 1:36.298 | 1:36.174 | 3        |
| 4                                     | 9   | キミ・ライコネン           | ロータス-ルノー               | 1:38.051 | 1:37.404 | 1:36.708 | 4        |
| 5                                     | 7   | ミハエル・シューマッハ     | メルセデス                    | 1:37.927 | 1:37.102 | 1:36.794 | 5        |
| 6                                     | 12  | ニコ・ヒュルケンベルグ     | フォースインディア-メルセデス | 1:37.756 | 1:37.066 | 1:37.141 | 6        |
| 7                                     | 5   | フェルナンド・アロンソ     | フェラーリ                    | 1:37.968 | 1:37.123 | 1:37.300 | 7        |
| 8                                     | 10  | ロマン・グロージャン       | ロータス-ルノー               | 1:37.486 | 1:36.906 | 1:36.587 | 81       |
| 9                                     | 18  | パストール・マルドナド     | ウィリアムズ-ルノー           | 1:37.537 | 1:37.011 | 1:37.842 | 9        |
| 10                                    | 19  | ブルーノ・セナ             | ウィリアムズ-ルノー           | 1:37.520 | 1:37.604 |          | 10       |
| 11                                    | 6   | フェリペ・マッサ           | フェラーリ                    | 1:37.667 | 1:36.549 | 1:36.937 | 111      |
| 12                                    | 3   | ジェンソン・バトン         | マクラーレン-メルセデス       | 1:37.565 | 1:37.616 |          | 12       |
| 13                                    | 11  | ポール・ディ・レスタ       | フォースインディア-メルセデス | 1:38.104 | 1:37.665 |          | 13       |
| 14                                    | 17  | ジャン＝エリック・ベルニュ | トロ・ロッソ-フェラーリ       | 1:38.434 | 1:37.879 |          | 14       |
| 15                                    | 15  | セルジオ・ペレス           | ザウバー-フェラーリ           | 1:38.500 | 1:38.206 |          | 15       |
| 16                                    | 14  | 小林可夢偉                 | ザウバー-フェラーリ           | 1:38.418 | 1:38.437 |          | 16       |
| 17                                    | 8   | ニコ・ロズベルグ           | メルセデス                    | 1:38.862 | 1:38.501 |          | 17       |
| 18                                    | 16  | ダニエル・リチャルド       | トロ・ロッソ-フェラーリ       | 1:39.114 |          |          | 18       |
| 19                                    | 24  | ティモ・グロック           | マルシャ-コスワース           | 1:40.056 |          |          | 19       |
| 20                                    | 25  | シャルル・ピック           | マルシャ-コスワース           | 1:40.664 |          |          | 20       |
| 21                                    | 21  | ビタリー・ペトロフ         | ケータハム-ルノー             | 1:40.809 |          |          | 21       |
| 22                                    | 20  | ヘイキ・コバライネン       | ケータハム-ルノー             | 1:41.166 |          |          | 22       |
| 23                                    | 22  | ペドロ・デ・ラ・ロサ       | HRT-コスワース                | 1:42.011 |          |          | 23       |
| 24                                    | 23  | ナレイン・カーティケヤン   | HRT-コスワース                | 1:42.740 |          |          | 24       |
| 予選通過タイム: 1:43.317 (107%ルール) |     |                            |                               |          |          |          |          |
| ソース:                               |     |                            |                               |          |          |          |          |

- ^1 — No.6（マッサ）とNo.10（グロージャン）はギアボックス交換ペナルティーにより5グリッド降格。

## 決勝

### 展開
スタート時の天候は晴れ、気温24度、路面温度32度。タイヤのデグラデーションの心配がほとんどないため、タイヤ交換は義務の1ストップのみと予想された。予選12位のバトンと17位のロズベルグ以外は全員ミディアムタイヤを装着した。
スタートでは事前の予想通り偶数列スタートのハミルトン、ライコネン、ヒュルケンベルグが出遅れ、1コーナーアウト側を回り込んだアロンソが一気に4番手に浮上した。5周目、ハミルトンがウェバーをパスして2位を取り返し、トップを逃げるベッテルを追走する。この2台が後続を引き離し、ウェバー、アロンソ、ライコネン、ヒュルケンベルグと続いた。17周目、ウェバーがオルタネーターの故障でストップし、アロンソが3位に順位を上げた。
21周目、2位ハミルトンと3位アロンソがピットインし、アロンソはタイヤ交換作業がやや遅れた。22周目にはベッテルもピットインし、トップをキープしたままコースに復帰した。ハードタイヤで走り続けるバトンが36周目まで3位を走行した。
先頭の2台は1〜2秒の間隔で走行。ハミルトンは裏ストレートで接近してチャンスをうかがうが、ベッテルも連続コーナー区間で差を押し戻す展開が続いた。42周目、ベッテルは第1セクターのS字区間で周回遅れのカーティケヤンを抜くためにタイムロスした。ハミルトンはこの隙を逃さず、裏ストレートでDRSを使ってベッテルをかわし、トップに浮上した。ベッテルもすかさず反撃し、両者ベストタイムを記録しながら接近戦が続く。ベッテルはファイナルラップにこのレースのファステストラップを記録したが、ハミルトンが0.6秒差で逃げ切った。
アロンソは40秒遅れながらも3位でフィニッシュし、ベッテルとのポイント差拡大を3点に抑えた。結果的にはマッサの「協力」が実を結んだ形となり、ドライバーズタイトル争いは13点差で1週間後の最終戦ブラジルGPに決着が持ち込まれた。コンストラクターズタイトルはレッドブルの3連覇が決定した。
レース後の表彰式ではハミルトン、ベッテル、アロンソに対し、ピレリが特製のテンガロンハットを用意して新生アメリカGPを締め括った。

### 決勝結果
| 順位    | No. | ドライバー                 | チーム                        | 周回数 | タイム / リタイア | グリッド | ポイント |
| ------- | --- | -------------------------- | ----------------------------- | ------ | ----------------- | -------- | -------- |
| 1       | 4   | ルイス・ハミルトン         | マクラーレン-メルセデス       | 56     | 1:35:55.269       | 2        | 25       |
| 2       | 1   | セバスチャン・ベッテル     | レッドブル-ルノー             | 56     | +0.675            | 1        | 18       |
| 3       | 5   | フェルナンド・アロンソ     | フェラーリ                    | 56     | +39.229           | 7        | 15       |
| 4       | 6   | フェリペ・マッサ           | フェラーリ                    | 56     | +46.013           | 11       | 12       |
| 5       | 3   | ジェンソン・バトン         | マクラーレン-メルセデス       | 56     | +56.432           | 12       | 10       |
| 6       | 9   | キミ・ライコネン           | ロータス-ルノー               | 56     | +1:04.425         | 4        | 8        |
| 7       | 10  | ロマン・グロージャン       | ロータス-ルノー               | 56     | +1:10.313         | 8        | 6        |
| 8       | 12  | ニコ・ヒュルケンベルグ     | フォースインディア-メルセデス | 56     | +1:13.792         | 6        | 4        |
| 9       | 18  | パストール・マルドナド     | ウィリアムズ-ルノー           | 56     | +1:14.525         | 9        | 2        |
| 10      | 19  | ブルーノ・セナ             | ウィリアムズ-ルノー           | 56     | +1:15.133         | 11       | 1        |
| 11      | 15  | セルジオ・ペレス           | ザウバー-フェラーリ           | 56     | +1:24.341         | 15       |          |
| 12      | 16  | ダニエル・リチャルド       | トロ・ロッソ-フェラーリ       | 56     | +1:24.871         | 18       |          |
| 13      | 8   | ニコ・ロズベルグ           | メルセデス                    | 56     | +1:25.510         | 17       |          |
| 14      | 14  | 小林可夢偉                 | ザウバー-フェラーリ           | 55     | +1 Lap            | 16       |          |
| 15      | 11  | ポール・ディ・レスタ       | フォースインディア-メルセデス | 55     | +1 Lap            | 13       |          |
| 16      | 7   | ミハエル・シューマッハ     | メルセデス                    | 55     | +1 Lap            | 5        |          |
| 17      | 21  | ビタリー・ペトロフ         | ケータハム-ルノー             | 55     | +1 Lap            | 21       |          |
| 18      | 20  | ヘイキ・コバライネン       | ケータハム-ルノー             | 55     | +1 Lap            | 22       |          |
| 19      | 24  | ティモ・グロック           | マルシャ-コスワース           | 55     | +1 Lap            | 19       |          |
| 20      | 25  | シャルル・ピック           | マルシャ-コスワース           | 54     | +2 Laps           | 20       |          |
| 21      | 22  | ペドロ・デ・ラ・ロサ       | HRT-コスワース                | 54     | +2 Laps           | 23       |          |
| 22      | 23  | ナレイン・カーティケヤン   | HRT-コスワース                | 54     | +2 Laps           | 24       |          |
| Ret     | 2   | マーク・ウェバー           | レッドブル-ルノー             | 16     | オルタネーター    | 3        |          |
| Ret     | 17  | ジャン＝エリック・ベルニュ | トロ・ロッソ-フェラーリ       | 14     | サスペンション    | 14       |          |
| ソース: |     |                            |                               |        |                   |          |          |

## 第19戦終了時点でのランキング
| 順位 | ドライバー             | ポイント |
| ---- | ---------------------- | -------- |
| 1    | セバスチャン・ベッテル | 273      |
| 2    | フェルナンド・アロンソ | 260      |
| 3    | キミ・ライコネン       | 206      |
| 4    | ルイス・ハミルトン     | 190      |
| 5    | マーク・ウェバー       | 165      |

| 順位 | コンストラクター         | ポイント |
| ---- | ------------------------ | -------- |
| 1    | レッドブル・ルノー       | 440      |
| 2    | フェラーリ               | 367      |
| 3    | マクラーレン・メルセデス | 353      |
| 4    | ロータス・ルノー         | 302      |
| 5    | メルセデス               | 136      |

- 注：ドライバー、コンストラクター共にトップ5のみ表示。